# Knipklei
Knipklei of knikklei is een zware zeeklei, met een slechte prismatische bodemstructuur en een laag kalkgehalte, die zeer moeilijk te bewerken is. 

## Naam
De benaming 'knipklei' die in Nederland landelijk wordt gebruikt, is afkomstig uit Friesland. In Groningen sprak men vroeger van knikklei en in Noord-Holland van pikklei. In Duitsland wordt het Knick of Knickmarsch (ook wel Brackmarsch) genoemd, sinds 2024 Knickpseudogley. De Noord-Hollandse benaming zou afkomstig zijn van het feit dat de aarde als 'pik' (pek) aan de werktuigen vastkleeft.

## Eigenschappen
De sterk natriumhoudende kleien zijn gevoelig voor zwel- en krimpverschijnselen en verslempen (het vormen van een slecht doorlatend laagje op de bodem). In natte toestand zwelt de klei snel dicht en neemt geen water meer op. Bij droogte wordt de klei keihard en ontstaan er scheuren. Door uitdroging raken aan de bovenzijde bodemdeeltjes los en deze vullen de diepe scheuren op. Het volume neemt zo toe en er treedt verdichting van de bodem op. Door verslemping vullen lutum en silt deeltjes de poriën aan de bovenzijde op en ontstaat er een dichte slempkorst. 

## Gebruik
De teelt van akkerbouwgewassen is onder deze omstandigheden veelal niet goed mogelijk. Knipkleigebieden worden daarom meestal als grasland voor de melkveehouderij gebruikt, soms voor de teelt van ondiep wortelende gewassen als erwten, karwij, tarwe, uien.
Knipklei is zeer geschikt voor de steenfabricage, zoals voor baksteen, stenen buizen (gresbuizen) en dakpannen. Nadat de laag knipklei is verwijderd en verwerkt in de steenfabriek, kan de bodem geschikt worden gemaakt voor landbouw en wordt het waterpeil aangepast.